# سيد مصطفى كاظمي
سيد مصطفى كاظمي هو سياسي أفغاني، ولد في 1959 في ولاية بروان في أفغانستان، وتوفي في 6 نوفمبر 2007 في أفغانستان. حزبياً، نشط في United National Front (Afghanistan) ‏.